# Humberto Dorado
Humberto Dorado (Bogotá, 1951) es un actor, escritor, dramaturgo, guionista, director y productor de teatro, cine y televisión colombiano.

## Biografía
Nació en Bogotá, hijo de un cirujano plástico y comerciante oriundo de Bolívar, Cauca.
Su carrera artística empieza cuando es llamado para hacer pequeños papeles infantiles en el programa "Hogar, dulce hogar" y en un par de montajes de la Escuela Nacional de Arte Dramático. En su niñez asiste a una representación de Otelo en el Teatro Colón por una compañía española y queda maravillado por la posibilidad de vivir muchas vidas. Fundó el club de teatro "La Urraca" en el colegio Champagnat y la Casa de la Cultura de Pasto. Trabajó y dirigió el Teatro Estudio de La Universidad de los Andes y fue parte del Teatro Libre de Bogotá, al cual estuvo vinculado por 12 años, donde culminó su participación con la coproducción de la obra A puerta cerrada de Jean-Paul Sartre. Luego de conocer a Fanny Mikey, gran promotora del teatro en Colombia, crean una estrecha amistad que perdura hasta la muerte de Fanny en 2008; Humberto escribe una biografía de Fanny que es publicada por la editorial Planeta de Colombia en 2000 bajo el título Por el placer de vivir.
Junto con los directores y productores Alí Humar, Kepa Amuchastegui y Jairo Soto empezó su carrera en el cine y la televisión. Trabajó bajo la dirección de Pepe Sánchez y escribió luego Cuentos del domingo. Participó como actor y guionista de las películas Técnicas de duelo: una cuestión de honor (1989), La estrategia del caracol (1993), Águilas no cazan moscas (1994), Perder es cuestión de método (2005), La cara oculta (2011), entre otras.  También se ha dedicado como docente dictando clases de guion cinematográfico.
En la televisión colombiana ha participado en telenovelas y series como Calamar (1989), La vida secreta de Adriano Espeleta (1991), Sangre de lobos (1991), Solo una mujer (1995), Copas amargas (1996), La costeña y el cachaco (2003), Enigmas del más allá (2005), Hasta que la plata nos separe (2006), Amor en custodia (2009), La bruja (2011), Allá te espero (2012), entre otras.

## Vida personal
Humberto Dorado se casa en la ciudad de Bogotá en enero de 1974 con la pintora Colombiana María Eugenia Morán y al año siguiente nace su hija Lina Dorado. A finales de los noventa se separan y Dorado tiene como compañera sentimental a la productora de TV Claudia Gómez, quien fallece unos pocos años después de cáncer. Dorado se divorcia oficialmente de su primera esposa, en el año 2014 y contrae segundas nupcias con Elsa Victoria Muñoz quién trágicamente sucumbe también a un cáncer de seno. Dorado habla de sus experiencias de pérdida frecuentemente en sus entrevistas.

## Filmografía

### Televisión
| Año  | Título                              | Personaje                          |
| ---- | ----------------------------------- | ---------------------------------- |
|      | Hogar, dulce hogar                  |                                    |
|      | La boda de Abigaíl                  |                                    |
|      | El señor de los anillos             |                                    |
|      | Barbie                              |                                    |
|      | Rapunzel                            |                                    |
|      | Por amor                            |                                    |
|      | El rey Lear                         |                                    |
|      | Las brujas de Salem                 |                                    |
|      | Mi otra vida                        |                                    |
|      | Operación zeta                      |                                    |
|      | El visitante                        |                                    |
|      | Los dueños del poder                |                                    |
|      | Máscaras                            |                                    |
|      | Mi sangre aunque plebeya            |                                    |
|      | Marcela                             |                                    |
|      | Los hijos de los ausentes           |                                    |
|      | Paso al misterio                    |                                    |
|      | Suspenso 7:30                       |                                    |
| 1982 | Décimo grado                        |                                    |
| 1984 | Dejémonos de vainas                 |                                    |
| 1983 | El lado oscuro del amor             |                                    |
| 1984 | Los cuervos                         | Sacerdote.                         |
| 1989 | Calamar                             | Sir Longfellow.                    |
| 1990 | El carretero                        |                                    |
| 1991 | La vida secreta de Adriano Espeleta | Vicente.                           |
| 1991 | Sangre de lobos                     |                                    |
| 1992 | Escalona                            |                                    |
| 1993 | La maldición del paraíso            |                                    |
| 1993 | Crónicas de una generación trágica  | Virrey Antonio José Amar y Borbón. |
| 1995 | Solo una mujer                      | Pablo Ponce de León.               |
| 1995 | Sueños y espejos                    |                                    |
| 1995 | Leche                               |                                    |
| 1995 | Mascarada                           |                                    |
| 1996 | Copas amargas                       | Samuel Sáenz.                      |
| 1997 | Perfume de agonía                   | Horacio.                           |
| 1998 | Castillo de Naipes                  | Padre de Sebastián.                |
| 1998 | El amor es más fuerte               | Felipe.                            |
| 2000 | Brujeres                            | Psicólogo de Julio y Magdalena.    |
| 2000 | AmorDiscos                          | Lucho.                             |
| 2000 | La baby sister                      | Dr. Vargas.                        |
| 2001 | Juan Joyita quiere ser Caballero    | Alberto Hanaberg.                  |
| 2003 | La costeña y el cachaco             | Vicente Granados.                  |
| 2005 | Enigmas del más allá                | Simón Herrante.                    |
| 2005 | El baile de la vida                 | Leonardo Angarita.                 |
| 2006 | Hasta que la plata nos separe       | Jorge Maldonado.                   |
| 2006 | Las profesionales, a su servicio    |                                    |
| 2007 | Mujeres asesinas                    | Gregorio.                          |
| 2008 | Tiempo final                        | El Electricista                    |
| 2008 | Aquí no hay quien viva              | Papa de Fer                        |
| 2009 | Sin retorno                         | Rodrigo.                           |
| 2009 | Amor en custodia                    | Santiago Delucci.                  |
| 2011 | La bruja                            | Gobernador Augusto Valencia.       |
| 2012 | Las santísimas                      | Ernesto                            |
| 2013 | Allá te espero                      | Guillermo.                         |
| 2013 | La selección                        | León Londoño Tamayo.               |
| 2014 | Dr Mata                             | Juez Genaro Alvarado               |
| 2014 | Niche                               | León Jordán.                       |
| 2015 | La tusa                             | Horacio.                           |
| 2016 | La esclava blanca                   | Juez.                              |
| 2017 | La ley del corazón                  | Manuel Rivera.                     |
| 2018 | Garzón                              | Padre Luzardo.                     |
| 2019 | Más allá del tiempo                 | Manuel Uribe Ángel                 |
| 2019 | Con Olor a Azucena                  | Martín                             |
| 2022 | Enfermeras                          |                                    |
| 2022 | Las Villamizar                      | Padre Carmelo.                     |
| 2023 | Tía Alison                          | Eladio                             |

## Cine
| Año  | Título                                   | Personaje                | Rol               |
| ---- | ---------------------------------------- | ------------------------ | ----------------- |
| 1988 | Un hombre y una mujer con suerte         |                          | Actor.            |
| 1989 | Técnicas de duelo: una cuestión de honor | Oquendo, carnicero.      | Actor y escritor. |
| 1993 | La estrategia del caracol                | Víctor Honorio Mosquera. | Actor y escritor. |
| 1994 | El reino de los cielos                   |                          | Actor.            |
| 1994 | Águilas no cazan moscas                  | Oquendo, carnicero.      | Actor y escritor. |
| 1995 | De amores y delitos: el alma del maíz    |                          | Actor y escritor. |
| 1995 | De amores y delitos: Bituima 1780        |                          | Actor.            |
| 1996 | Ilona llega con la lluvia                | Maqroll.                 | Actor.            |
| 1997 | La deuda                                 |                          | Actor.            |
| 1998 | Golpe de estadio                         | Padre Bueno.             | Actor y escritor. |
| 2000 | La toma de la embajada                   | Diego Asencio.           | Actor.            |
| 2004 | Perder es cuestión de método             | Heliodoro Tiflis.        | Actor.            |
| 2009 | Del amor y otros demonios                |                          | Actor.            |
| 2011 | La cara oculta                           | Tito.                    | Actor.            |

## Teatro
- Otelo.
- A puerta cerrada, coproductor.
- Jinetes hacia el mar.
- La cantante calva.
- Un día el circo vino al pueblo.
- El rey se muere.
- Vietnam.
- Los inquilinos de la ira.
- Las comparsas de la calavera.
- La huelga.
- Cita a ciegas.
- Cartas de amor (1994), actor.[5]
- Escenas para aprender a amar (1995), actor.[6]
- Art (1998), actor.[7]
- Oleanna (1999), actor.[8]
- Con el corazón abierto (2003), escritor.[9]
- El deber de Fenster (2009), escritor.[10]

## Premios
| Año  | Premios                                              | Categoría                                            | Producción                                           | Resultado |
| ---- | ---------------------------------------------------- | ---------------------------------------------------- | ---------------------------------------------------- | --------- |
| 1986 | VI Concurso Nacional de Guiones FOCINE               | Mejor guion                                          | Técnicas de duelo                                    | Ganador   |
| 1992 | Premios Simón Bolívar (televisión)                   | Mejor actor de reparto                               | Sangre de lobos                                      | Ganador   |
| 1995 | Premios India Catalina                               | Mejor actor de reparto                               | Sólo una mujer                                       | Nominado  |
| 1996 | Premios Simón Bolívar (televisión)                   | Mejor actor principal                                | Copas amargas                                        | Ganador   |
| 2009 | Premio Sol de los Pastos — Festival de Cine de Pasto | Premio Sol de los Pastos — Festival de Cine de Pasto | Premio Sol de los Pastos — Festival de Cine de Pasto | Ganador   |
| 2010 | Premios TVyNovelas (Colombia)                        | Premio especial a toda una vida                      | Premio especial a toda una vida                      | Ganador   |